# Ceratopogon pallicoleatus
Ceratopogon pallicoleatus är en tvåvingeart som beskrevs av Art Borkent och Eileen D. Grogan 1995. Ceratopogon pallicoleatus ingår i släktet Ceratopogon och familjen svidknott.
Artens utbredningsområde är Oregon. Inga underarter finns listade i Catalogue of Life.